# Jean-Noël Cardoux
Jean-Noël Cardoux, né le 18 décembre 1946 à Paris, est un homme politique français, membre des Républicains.
Maire de Sully-sur-Loire de 1983 à 2006, il est conseiller général du Loiret entre 1994 et 2015 et sénateur du Loiret du 1er octobre 2011 au 2 octobre 2023.

## Biographie

### Carrière politique
Jean-Noël Cardoux est élu maire de Sully-sur-Loire de 1983 à 2006. En 1994, il devient conseiller général du canton de Sully-sur-Loire. De 1998 à 2015, il est vice-président du Conseil général du Loiret, aux côtés d'Éric Doligé, président de 1994 à 2015. 
Il est élu président du syndicat intercommunal à vocations multiples du canton de Sully-sur-Loire jusqu'en 2008. Il préside l'association des maires du Loiret de 2001 à 2004. 
Il est candidat une première fois aux élections sénatoriales de 2001 sur la liste menée par le président Éric Doligé. Néanmoins, placé en 3e position derrière Éric Doligé et Janine Rozier, il n'est pas élu sénateur, au profit du candidat Parti socialiste Jean-Pierre Sueur. 
Il est à nouveau candidat aux élections sénatoriales françaises de 2011. Récoltant au 2d tour 45,38 % des voix, soit 163 de voix de plus que Marie-Thérèse Bonneau, maire de Pithiviers et deuxième candidate de la gauche à cette élection, il est élu sénateur et réélu en 2017.
Il soutient François Fillon pour la primaire présidentielle des Républicains de 2016.
Il parraine Laurent Wauquiez pour le congrès des Républicains de 2017, scrutin lors duquel est élu le président du parti.
Il préside le groupe d'études Chasse et Pêche du Sénat depuis 2014. 
En janvier 2022, sa proposition de loi visant à limiter l'engrillagement des espaces naturels et à protéger la propriété privée a été adoptée à l'unanimité des sénateurs, puis est modifiée et votée en première lecture à l'Assemblée..

## Publications
Jean-Noël Cardoux est l'auteur des ouvrages suivants :
- Jean-Noël Cardoux et Gérard Dupuy, La vénerie en forêt d'Orléans de 1830 à nos jours, Paris, Montbel, 2007, 232 p. (ISBN 978-2-914390-59-0, BNF 41100884).
- Jean-Noël Cardoux, Chasses de Loire. Trente ans à l'affut du gibier d'eau, Paris, Markor, 2008, 200 p. (ISBN 978-2-916558-04-2, BNF 41249301).
- Jean-Noël Cardoux, En quête en forêt. De la Sologne au Donon, Paris, Markor, 2011, 256 p. (ISBN 978-2-35653-038-7, BNF 42501653).
- Jean-Noël Cardoux, Feuilles d'automne, Paris, 2015, La Croix du Loup, 148 p.
- Jean-Noël Cardoux, Au rythme des marées. Chasses de mer et d'estuaires, 2019, La Croix du Loup, 134 p., Illustré d'aquarelles et de dessins d'Arnaud Fréminet, préface de Gérard Larcher
- Jean-Noël Cardoux, Entre Loire et Sologne, 2021, La Croix du Loup, Illustré d'aquarelles et de dessins d’Arnaud Fréminet
- Jean-Noël Cardoux, Vivre le vivant, 2021, La Croix du loup, « Mieux que quiconque, les chasseurs savent saisir ses instants fugitifs de bonheur que leur procurent l’immersion dans la nature, le retour au sauvage et cette quête pleine d’espoir leur permettant, parfois, de posséder l’objet de leur passion »